# Giuseppe Bonfiglioli
Giuseppe Bonfiglioli (Sant'Agostino, 9 novembre 1910 – Cagliari, 18 ottobre 1992) è stato un arcivescovo cattolico italiano, per quasi 11 anni metropolita di Cagliari.

## Biografia
Nacque a San Carlo, frazione dell'allora comune di Sant'Agostino, in provincia di Ferrara.
Ordinato sacerdote il 4 febbraio 1934 e vescovo il 21 maggio 1961, svolse il proprio ministero episcopale nelle diocesi di Nicotera e Tropea (in seguito accorpate nella diocesi di Mileto-Nicotera-Tropea), Siracusa e Cagliari.

## Genealogia episcopale e successione apostolica
La genealogia episcopale è:
- Cardinale Scipione Rebiba
- Cardinale Giulio Antonio Santori
- Cardinale Girolamo Bernerio, O.P.
- Arcivescovo Galeazzo Sanvitale
- Cardinale Ludovico Ludovisi
- Cardinale Luigi Caetani
- Cardinale Ulderico Carpegna
- Cardinale Paluzzo Paluzzi Altieri degli Albertoni
- Papa Benedetto XIII
- Papa Benedetto XIV
- Papa Clemente XIII
- Cardinale Bernardino Giraud
- Cardinale Alessandro Mattei
- Cardinale Pietro Francesco Galleffi
- Cardinale Giacomo Filippo Fransoni
- Cardinale Carlo Sacconi
- Cardinale Edward Henry Howard
- Cardinale Mariano Rampolla del Tindaro
- Cardinale Rafael Merry del Val
- Arcivescovo Andrea Giacinto Longhin, O.F.M.Cap.
- Patriarca Carlo Agostini
- Vescovo Giuseppe Stella
- Arcivescovo Giuseppe Bonfiglioli

La successione apostolica è:
- Vescovo Sebastiano Rosso (1971)